# Pfarrkirche Pill

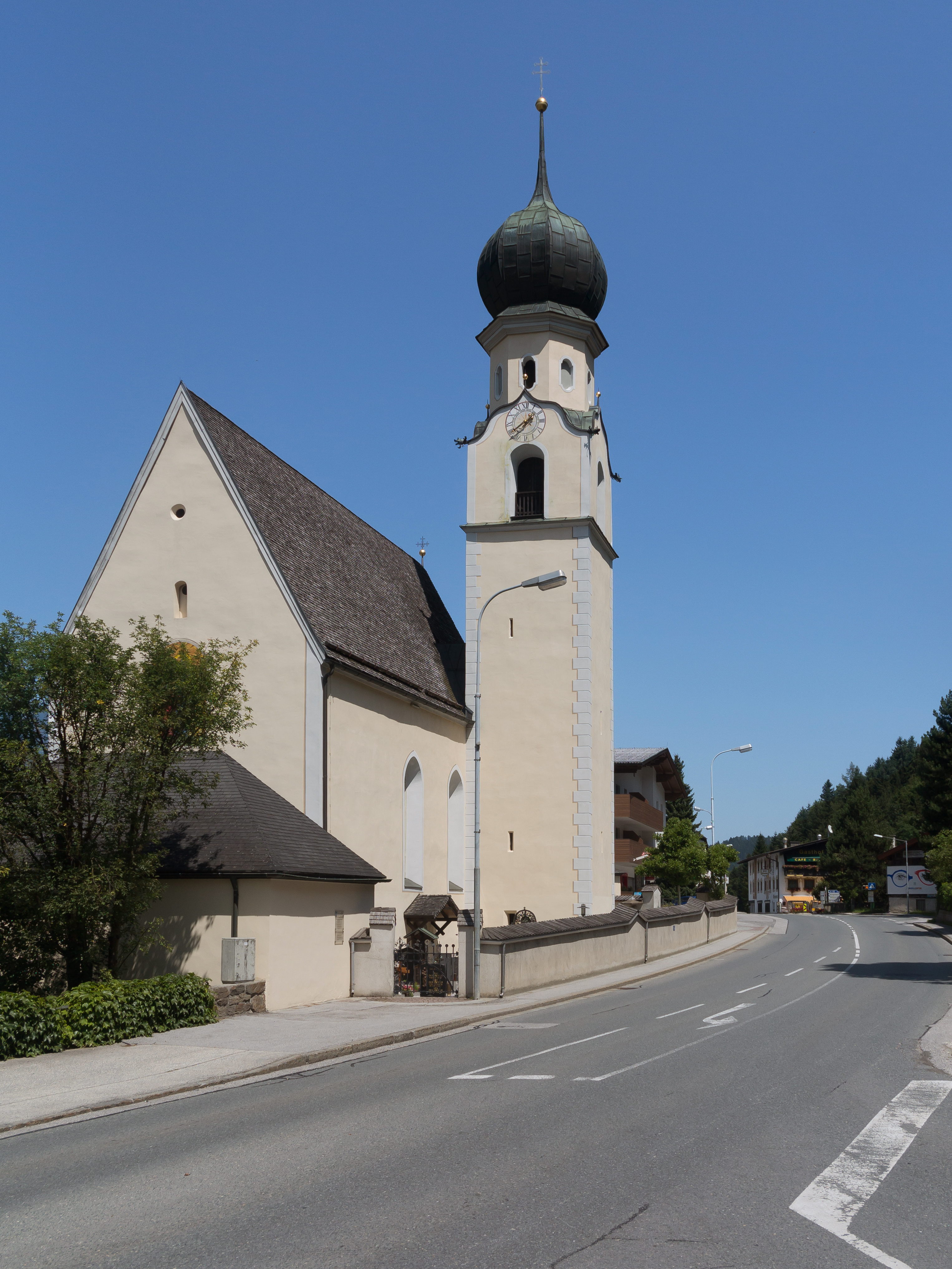
Katholische Pfarrkirche hl. Anna in Pill

Die Pfarrkirche Pill steht in der Mitte der Gemeinde Pill im Bezirk Schwaz im Bundesland Tirol. Die dem Patrozinium hl. Anna unterstellte römisch-katholische Pfarrkirche gehört zum Dekanat Schwaz in der Diözese Innsbruck. Die Kirche und der Friedhof mit einem Kriegerdenkmal stehen unter Denkmalschutz (Listeneintrag).

## Geschichte
Die Kirche wurde von 1516 bis 1518 erbaut. 1594 wurde eine Kuratie genannt. 1891 wurde die Kirche zur Pfarrkirche erhoben.

## Architektur
Das Langhaus und der Chor haben die gleiche Breite. Der Chor schließt mit einem Fünfachtelschluss. Die Spitzbogenfenster haben ein Maßwerk. Es gibt zwei gotische Portale. Es gibt eine Eisentür um 1518. Dem gotischen Turm aus 1516 wurde ein barocker, achtseitiger Aufsatz mit einem Zwiebelhelm von Jakob Flörl (1718) aufgesetzt.
Das dreijochige Langhaus erhielt mit Jakob Schweikart (1713) ein Tonnengewölbe. Nach dem spitzbogigen Chorbogen folgt der zweijochige Chor mit einem Stichkappengewölbe.
Die Gewölbefresken malte Christoph Anton Mayr (um 1750), im Chor Anna mit Heilige Sippe und Aposteln, im Langhaus Opfergang Mariens und Anbetung der Anna mit Maria und Dreifaltigkeit.

## Ausstattung
Der Hochaltar trägt ein seit dem 16. Jahrhundert unverändertes Kreuz und die Figur Madonna von Ludwig Penz (um 1900). Seitlich des linken Chorbogens steht eine Pietà aus Steinguss (1494) und rechts Anna selbdritt (um 1515). An der Chorwand ist das Bild Kreuzigung von Franz Plattner (1878) und ein Holzepitaph Dreifaltigkeit für Daniel Frey 1587 nach Albrecht Dürer. Der Kreuzweg entstand 1973.
Eine Glocke ist mit Hans Christof Löffler 1580 bezeichnet. Eine Glocke ist mit Heinrich Reinhart 1603 bezeichnet.

## Friedhof
In der Friedhofskapelle steht eine Pietá mit der Inschrift „Wopfner 1833“.